# 社会主义重建党
社会主义重建党（土耳其語：Sosyalist Yeniden Kuruluş Partisi，缩写为SYKP）是土耳其的一个共产主义政党。该党成立于2013年6月24日。该党的意识形态是共产主义、马克思列宁主义、社会主义女性主义。该党的政治立场是极左翼。该党的主席是费拉伊·伊尔马兹·梅尔托卢和梅尔特詹·蒂蒂兹。该党的总部位于安卡拉。该党是人民民主大会和进步国际的成员。2025年，该党有385名成员。